# Médavy
Médavy ist eine französische Gemeinde mit 153 Einwohnern (Stand: 1. Januar 2022) im Département Orne in der Region Normandie. Die Gemeinde gehört zum Arrondissement Alençon, zum Kanton Sées und zum Gemeindeverband Sources de l’Orne.

## Geographie
Médavy liegt etwa neun Kilometer südöstlich von Argentan an der Orne. Umgeben wird Médavy von den Nachbargemeinden Boissei-la-Lande im Norden und Nordwesten, Almenêches im Norden und Nordosten, Le Château-d’Almenêches im Osten, Mortrée im Süden und Osten sowie Boischampré im Westen und Südwesten.

## Bevölkerungsentwicklung
| Jahr      | 1962 | 1968 | 1975 | 1982 | 1990 | 1999 | 2010 | 2015 | 2021 |
| Einwohner | 184  | 155  | 151  | 152  | 159  | 169  | 149  | 151  | 151  |

## Sehenswürdigkeiten
- Kirche Notre-Dame in Le Repos

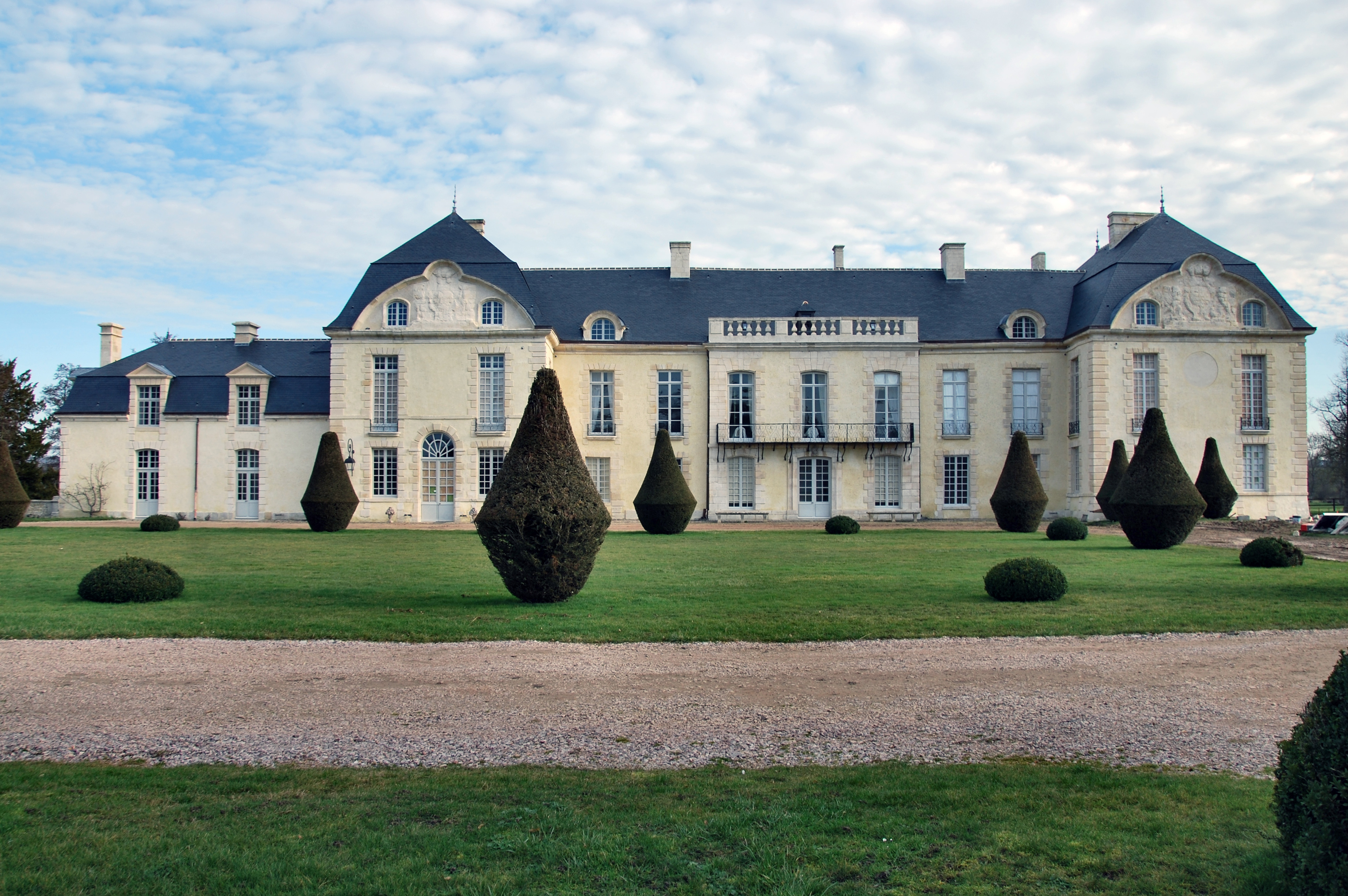
Schloss Médavy

- Schloss Médavy, 1705 bis 1728 errichtet